# Lionètids
Els lionètids (Lyonetiidae) són una família de lepidòpters ditrisis de la superfamília dels iponomeutoïdeus (Yponomeutoidea). Són arnes petites, primes, amb envergadura d'1 cm o menys. Les ales anteriors són estretes, plegades cap enrere cobrint les ales posteriors i l'abdomen. L'àpex o extrem sovint és punxegut i amb curvatura cap amunt o a baix.
Les larves són minadors de fulles (viuen a l'interior de les fulles i se n'alimenten).

## Taxonomia
La família Lyonetiidae inclou 32 gèneres i 204 espècies:
- Acanthocnemes
- Arctocoma
- Atalopsycha
- Busckia
- Cateristis
- Chrysolytis
- Cladarodes
- Compsoschema
- Copobathra
- Crobylophora
- Cycloponympha
- Daulocoma
- Diplothectis
- Erioptris
- Eulyonetia
- Exegetia
- Hierocrobyla
- Leioprora
- Leucoedemia
- Leucoptera
- Lyonetia
- Micropostega
- Microthauma
- Orochion
- Otoptris
- Petasobathra
- Philonome
- Phyllobrostis
- Platacmaea
- †Prolyonetia
- Prytaneutis
- Stegommata
- Taeniodictys